# 瑞隆路
瑞隆路（Ruilong Rd.）為高雄市前鎮區及鳳山區的主要道路。起端銜接一心一路，末端銜接油管路，共分為二段，保泰路為分段點。是高雄市前鎮區往來鳳山區的重要道路。

## 行經行政區域
- 鳳山區
- 前鎮區

## 分段
瑞隆路共分為兩個部份：
- 瑞隆東路：東起於五甲一路口接油管路，西於保泰路口接瑞隆路。
- 瑞隆路：東於保泰路口接瑞隆東路，西止於凱旋三路、凱旋四路口接一心一路。

## 沿線設施
（由西至東）
- 瑞隆路：
  -  環狀輕軌籬仔內站
  - 中華郵政高雄籬仔內郵局
  - 寶雅高雄瑞隆店
  - 玉山銀行前鎮分行
  - 麥當勞高雄瑞隆店
  - 漢堡王高雄瑞隆店
  - 肯德基高雄瑞隆餐廳
  - 21Plus風味館瑞隆門市
  - 丹丹漢堡憲德店
  - 必勝客高雄瑞隆店
  - 達美樂披薩前鎮瑞隆店
  - 星巴克高雄瑞隆門市
  - 板信商業銀行前鎮分行
  - 燦坤高雄瑞隆店
  - 全國電子瑞隆門市
  - 高雄市前鎮區瑞豐國民小學
  - 崗山仔公園
  - 公車瑞豐站
- 瑞隆東路：
  - 中山高速公路369 瑞隆路
  - 丹丹漢堡瑞東店
  - 特力屋鳳山店
  - 全聯福利中心鳳山瑞隆店
  - 瑞隆三角公園

## 公共自行車
- 高雄市公共自行車租賃系統：
  - 崗山仔公園：瑞隆路100號(對面公園石板磚地)
  - 瑞豐公車總站：瑞隆路76號(前)
  - 瑞隆東同明街口：瑞隆東路/同明街口東南側

## 相關連結
- 高雄市主要道路列表